# О’Келли, Джордж
Джордж Корнелиус О’Келли (англ. George Cornelius O'Kelly; 29 октября 1886, Глаун, Ирландия — 3 ноября 1947, Кингстон-апон-Халл) — британский вольный борец, чемпион летних Олимпийских игр 1908.
На Играх 1908 в Лондоне О’Келли соревновался в весовой категории свыше 73,0 кг. Выиграв все четыре своих боя, он стал чемпионом и получил золотую медаль.